# Croatian International 2017
Die Croatian International 2017 fanden vom 13. bis zum 16. April 2017 in Zagreb statt. Es war die 19. Austragung der internationalen Meisterschaften von Kroatien im Badminton.

## Sieger und Platzierte
| Disziplin    | Gold                                 | Silber                            | Bronze                            |
| ------------ | ------------------------------------ | --------------------------------- | --------------------------------- |
| Herreneinzel | Kasper Lehikoinen                    | Zvonimir Đurkinjak                | Alexander Roovers                 |
| Herreneinzel | Kasper Lehikoinen                    | Zvonimir Đurkinjak                | Alex Vlaar                        |
| Dameneinzel  | Anne Hald                            | Georgina Bland                    | Maja Pavlinić                     |
| Dameneinzel  | Anne Hald                            | Georgina Bland                    | Kateřina Tomalová                 |
| Herrendoppel | Zvonimir Đurkinjak Zvonimir Hölbling | Igor Čimbur Tovannakasem Samatcha | Matthew Clare David King          |
| Herrendoppel | Zvonimir Đurkinjak Zvonimir Hölbling | Igor Čimbur Tovannakasem Samatcha | Alexander Roovers Patrick Scheiel |
| Damendoppel  | Kristin Kuuba Helina Rüütel          | Anne Hald Lisa Kramer             | Iza Šalehar Lia Šalehar           |
| Damendoppel  | Kristin Kuuba Helina Rüütel          | Anne Hald Lisa Kramer             | Emilie Aalestrup Susan Ekelund    |
| Mixed        | Matthew Clare Victoria Williams      | Rasmus Rylander Susan Ekelund     | Leon Seiwald Antonia Meinke       |
| Mixed        | Matthew Clare Victoria Williams      | Rasmus Rylander Susan Ekelund     | Mathias Thyrri Emilie Aalestrup   |